# Ioan Meinhard al VII-lea de Gorizia și Kirchberg
Ioan Meinhard al VII-lea de Gorizia și Kirchberg (n.c. 1378/1380 – d. 22 mai 1430) aparținând Casei de Gorizia, a fost conte de Kirchberg și conte palatin de Carintia. 
Ioan Meinhard al VII-lea a fost fiul contelui Meinhard al VI-lea de Gorizia cu cea de-a doua soție, Utelhild de Mätsch, o fiică a lui Ulrich al IV-lea de Mätsch. La moartea lui Meinhard al VI-lea în 1385,  Henric al VI-lea, fiul cel mai mare, a preluat cârmuirea în comitatul Gorizia, iar Ioan Meinhard a primit comitatul Kirchberg, moștenire de la mama sa. În plus el a primit și titlul de conte palatin de Carintia.
Ioan Meinhard a fost căsătorit de două ori. În 1404 s-a căsătorit cu Magdalena de Bavaria (1388–1410), fiica lui Frederic cel Înțelept, ducele Bavariei. În 1422 Ioan Meinhard s-a căsătorit cu Agnes, o fiică a contelui Bernhard de Pettau-Wurmberg. Nu sunt cunoscuți urmași care să fi rezultat din cele două căsătorii. 
După moartea lui Ioan Meinhard al VII-lea comitatul Kirchberg a fost preluat de fratele său, Henric al VI-lea.